# خوسيه هيرنان سانشيز بوراس
خوسيه هيرنان سانشيز بوراس (بالإسبانية: José Hernán Sánchez Porras) هو كاهن كاثوليكي فنزويلي، ولد في 27 يوليو 1957 في ولاية تاتشيرا في فنزويلا، وتوفي في 13 أكتوبر 2014 في كاراكاس في فنزويلا.